# 九龍巴士41P線
九龍巴士41P線是一條已停駛的巴士路線，來往青衣碼頭及荃灣站，只於星期一至六繁忙時間提供服務，公眾假期除外，屬41M之特別班次。

## 歷史
- 1992年8月17日：41M線往返青衣碼頭的特別班次正名41P，並增設下午繁忙時間由荃灣地鐵站開往青衣碼頭的服務。
- 1996年7月8日：往荃灣方向由青衣碼頭開出後，改經青敬路直往長安巴士總站，不經青衣邨一段楓樹窩路；往青衣碼頭方向駛至楓樹窩路後，改經青葉街、青綠街及青敬路前往總站。
- 2004年10月2日：改為全空調服務，象徵以所有以荃灣地鐵站為終點站的巴士線均已經提升為全空調服務。
- 2015年9月5日：增設到站時間預報。[1]
- 2022年5月16日：取消服務，併入41M線。[2]

## 服務時間及班次
- 星期一至六：
  - 青衣碼頭開：07:00、07:30、08:00、08:30、09:00
  - 荃灣站開：07:30、08:00、08:30、17:30、18:00、18:30、19:00

星期日及公眾假期不設服務

## 收費
全程：$5.0
- 長安邨往青衣碼頭：$4.6

| - 本線設有12歲以下小童及65歲或以上長者半價優惠。 - 65歲或以上香港居民使用「樂悠咭」，以及12歲以下合資格殘疾兒童使用「殘疾人士身份」個人八達通繳付車資，均可享有每程$2.0或半價（以較低者為準）的票價優惠；12至64歲合資格殘疾人士使用「殘疾人士身份」個人八達通（包括「樂悠咭」），以及60至64歲香港居民使用「樂悠咭」繳付車資，均可享有每程$2.0或全費（以較低者為準）的票價優惠。 - 65歲或以上長者如使用長者或一般個人八達通繳付車資，則只可享有半價優惠；12至64歲合資格殘疾人士如不使用「殘疾人士身份」個人八達通，以及60至64歲人士如不使用「樂悠咭」繳付車資，必須繳付全費。 - 乘客可以現金或八達通於上車時付款，不設找續。 - 每位成人乘客可免費攜帶最多兩名4歲以下而不佔座位的兒童乘客乘車，超額之4歲以下小童必須繳付小童車費乘車。 - 持有「九巴月票」之乘客在車票有效期內，每日可享最多10程任何九龍巴士及龍運巴士路線（包括本路線，以及聯營路線的九龍巴士／龍運巴士提供的班次；惟乘搭機場「A」及「NA」線則可享原價二七折優惠（不會計算每天10次合資格車程））；而B1線則每日可享最多各2程（不會計算每天10次合資格車程）。 - 九龍巴士、城巴、龍運巴士及陽光巴士全職員工及家屬（不包括外判職員）可免費乘搭本路線，惟必須拍職員或職員家屬八達通。 - 乘客亦可透過多元化電子支付系統（e度嘟）繳付車資，包括使用非接觸式VISA卡、JCB卡、萬事達卡、銀聯卡、美國運通、大來國際、Discover Card、Apple Pay、Google Pay、Samsung Pay、AlipayHK「易乘碼」、支付寶、WeChatHK／微信支付「搭車碼」、銀聯雲閃付「乘車碼」及BOC Pay「乘車碼」。乘客使用此付款方式，使用此支付方式的乘客可享有中途下車之分段收費，以及與其他九巴／龍運獨營路線或聯營線九巴／龍運班次之轉乘優惠，惟不適用於與非九巴／龍運路線之轉乘優惠，亦不能享有「公共交通費用補貼計劃」及「長者及合資格殘疾人士公共交通票價優惠計劃」。 |

## 行車路線
- 青衣碼頭開經：楓樹窩路、青敬路、長安巴士總站、擔桿山路、擔桿山交匯處、青荃路、荃青交匯處、德士古道、楊屋道、大河道及西樓角路。
- 荃灣站開經：西樓角路、大河道、楊屋道、德士古道、荃青交匯處、青荃路、擔桿山交匯處、青敬路、長安巴士總站、擔桿山路、擔桿山交匯處、楓樹窩路、青葉街、青綠街、青敬路及楓樹窩路。

### 沿線車站
| 青衣碼頭開 | 青衣碼頭開       | 青衣碼頭開           | 荃灣站開 | 荃灣站開         | 荃灣站開             |
| 序號       | 車站名稱         | 位置                 | 序號     | 車站名稱         | 位置                 |
| ---------- | ---------------- | -------------------- | -------- | ---------------- | -------------------- |
| 1          | 青衣碼頭巴士總站 | 青衣碼頭巴士總站     | 1        | 荃灣站巴士總站   | 荃灣站公共運輸交匯處 |
| 2          | 青衣街市         | 青敬路               | 2        | 大河道           | 大河道               |
| 3          | 青衣運動場       | 青敬路               | 3        | 楊屋道街市       | 楊屋道               |
| 4          | 盈翠半島         | 青敬路               | 4        | 橫窩仔街         | 楊屋道               |
| 5          | 長安巴士總站     | 長安巴士總站         | 5        | 長安巴士總站     | 長安巴士總站         |
| 6          | 橫龍街           | 楊屋道               | 6        | 楓樹窩體育館     | 楓樹窩路             |
| 7          | 楊屋道街市       | 楊屋道               | 7        | 青衣邨宜偉樓     | 青葉街               |
| 8          | 大河道           | 大河道               | 8        | 青衣邨商場       | 青綠街               |
| 9          | 荃灣站巴士總站   | 荃灣站公共運輸交匯處 | 9        | 青衣街市         | 青綠街               |
|            |                  |                      | 10       | 青衣碼頭巴士總站 | 青衣碼頭巴士總站     |

## 外部連結
- 香港巴士大典上的相关条目：九巴41P線
- 九巴41P線－681巴士總站 （页面存档备份，存于）